# Progettazione architettonica
La progettazione architettonica consiste in un processo logico-artistico-scientifico in grado di individuare forme, organizzazioni e processi atti alla creazione di spazi dedicati in cui l'uomo possa svolgere specifiche attività quali abitare, lavorare, rilassarsi, curarsi ecc.
Il progetto architettonico, dunque, deve rispecchiare, interpretare e risolvere ogni aspetto relativo all'abitare inteso nell'accezione più ampia del termine.

## Storia

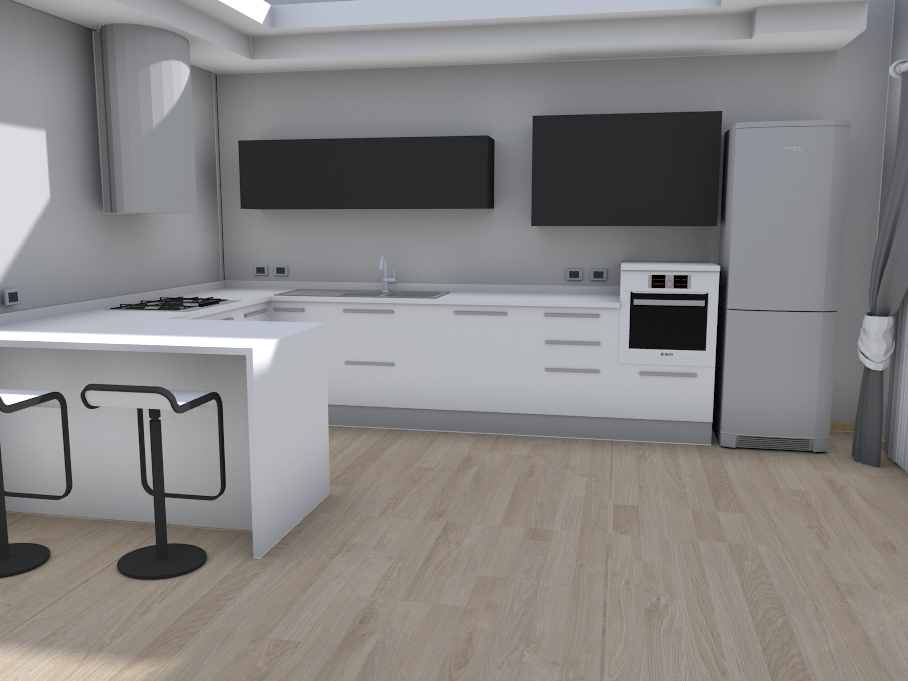
Esempio di una cucina creata con un software per la progettazione architettonica

Gli obiettivi di questa azione si sono modificati nel tempo. Questo era già stato rilevato da Jean Baptiste Le Rond d'Alembert che nel 1752 affermava: ".... l'architettura, arte sorta dalla necessità e perfezionata dal lusso... è... pervenuta gradualmente dalle capanne ai palazzi...,". Questo, nei fatti, contribuisce a sottolineare che nel tempo si è registrata una sua marcata evoluzione determinata da un lato da fabbisogni sempre più numerosi da soddisfare e dall'altro da una maggiore richiesta di qualità del prodotto, dettata da più numerose e articolate esigenze da soddisfare: in altri termini, si è evoluta passando dal compito di creare un habitat minimale con le condizioni per ripararsi dal freddo e dalle intemperie alla complessità dell'edificare di oggi.
Renzo Piano definì l'architettura come il mestiere più antico del mondo, dopo la caccia e l'agricoltura.

## Nell'istruzione universitaria
La progettazione architettonica è insegnata all'interno dei corsi di laurea delle Facoltà di Architettura di solito agli ultimi anni del corso, e non è da confondersi con i corsi di composizione architettonica che si tengono per gli studenti dei primi anni.